# 6197 Таратьо
6197 Таратьо (6197 Taracho) — астероїд головного поясу, відкритий 10 січня 1992 року.
Тіссеранів параметр щодо Юпітера — 3,564.
Названо на честь міста Тара (яп. たらちょう(太良町) таратьо:) у префектурі Саґа.